# Gewog di Sama
Il gewog di Sama è uno dei sei raggruppamenti di villaggi del distretto di Haa, nella regione Occidentale, in Bhutan.